# Битка код Пасаргада
Битка код Пасаргада (550. п. н. е.) је била последња у серији битака током Персијског устанка (552. – 550. п. н. е.), који се завршио победом Персијанаца над Међанима, односно анектирањем Медије и њеним припајањем Кировом Персијском царству. Постоји историјска несугласица око тога колико се битка одиграло током устанка Персијанаца, наиме Херодот спомиње само прву и последњу битку што би значило да се пре ове битке одиграла само битка код Хирбе, док су се према Николају из Дамаска одиграле три битке (код Хирбе, персијске границе и пасаргадског брда).
Иако је међански краљ Астијаг у неколико похода успео да потчини у персијске територије и убије краља Камбиза I (Кировог оца), није био у стању да уништи персијску војску под принцом, а касније краљем Киром Великим. Многи међански племићи који су били импресионирани Кировом ратничком и политичком вештином, су одлучили да пређу на персијску страну. Због тога је ослабљена међанска војска коначно поражена у бици код Пасаргада, а након чега су сви преостали међански племићи признали Кира Великог за великог краља. Тиме је створено прво персијско, односно Ахеменидско царство. Астијаг је нешто касније ухваћен, али је Кир наредио да буде поштеђен. Млада држава се неколико година касније нашла у новом великом рату када је лидијски краљ Крез покренуо поход, сматрајући свргавање свог рођака Астијага неопростивом увредом.